# David Linarès
David Linarès (Lons-Saunier 5 de octubre de 1975) es un exfutbolista y entrenador francés. Actualmente está libre tras dejar el Dijon FCO. 

## Biografía
Fue jugador en el Olympique de Lyon entre 1996 y 2002, y en el Troyes entre 2002 y 2004.
Se retiraría en 2010 jugando con el Dijon FCO en la Ligue 2.
Después de haber culminado su carrera en Dijon en 2010, obtiene en junio de 2010 su Diploma de Entrenador Federal de fútbol (DEF).
Posteriormente, en noviembre de 2020, accedió al cargo de entrenador del Dijon FCO en sustitución de Stéphane Jobard. Fue cesado en sus funciones tras menos de un año, en agosto de 2021, como consecuencia de un mal inicio de temporada.

## Palmarés
- Campeón de la Copa de la liga en 2001 con el Olympique de Lyon.
- Campeón de Francia en 2002 con el Olympique de Lyon.